# Mehelkuna
Mehelkuna (en népalais : मेहलकुना) est un comité de développement villageois du Népal situé dans le district de Surkhet. Au recensement de 2011, il comptait 9 815 habitants.